# Куп'янська міська територіальна громада
Куп'янська міська територіальна громада — територіальна громада в Україні, в Куп'янському районі Харківської області. Адміністративний центр — місто Куп'янськ.

## Географія
Площа громади — 148,4 км2, населення громади — 56 283 осіб (2020)
Більшість населення — міське, 54572 людина, сільське населення 1711 чоловік. Знаходиться у східній частині області, межує із Шевченківською, Кіндрашівською, Петропавлівською та Курилівською громадами. Через територію громади проходить залізнична лінія. Від центру громади міста Куп'янськ до обласного центру міста Харків дорогою – 120 км.

## Історія
Утворена 12 червня 2020 року шляхом об'єднання Куп'янської міської ради, Куп’янськ-Вузлової селищної ради, Осинівської сільської ради та Пристінської сільської ради Куп'янського району Харківської області. Перші вибори Куп'янської міської ради та міського голови відбулися 25 жовтня 2020 року.
Громада була окупована з самого початку повномасштабного вторгнення росії на територію України 24 лютого 2022 року, і остаточно деокупована  17 вересня 2022 року. Геннадій Мацегора, який був керівником громади на момент вторгнення за співпрацю з окупантами знаходиться під слідством.
Указом Президента України від 27.10.2022 № 737/2022 Про утворення військових адміністрацій створена міська військова адміністрація.
Розпорядженням Президента України Володимира Зеленського №257/2022-рп від 27 жовтня 2022 року начальником міської військової адміністрації призначено Андрія Олександровича Беседіна.

## Населені пункти

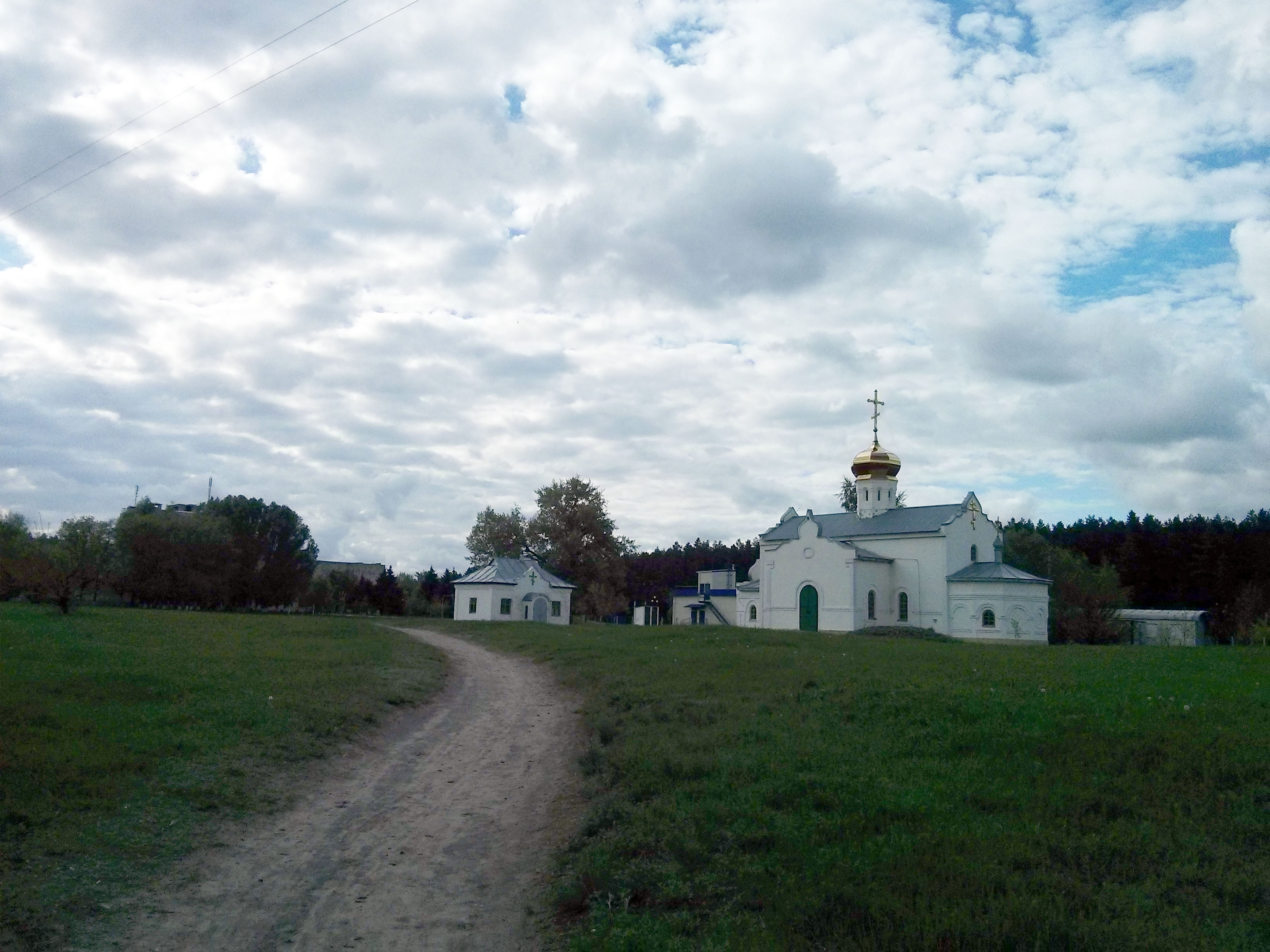
Ківшарівка

До складу громади входять 1 місто (Куп'янськ), 2 селища (Ківшарівка, Куп'янськ-Вузловий) та 9 сіл (Болдирівка, Осадьківка, Осиново, Пойдунівка, Пристін, Прокопівка, Сеньок, Стінка, Тамарганівка).

## Транспорт

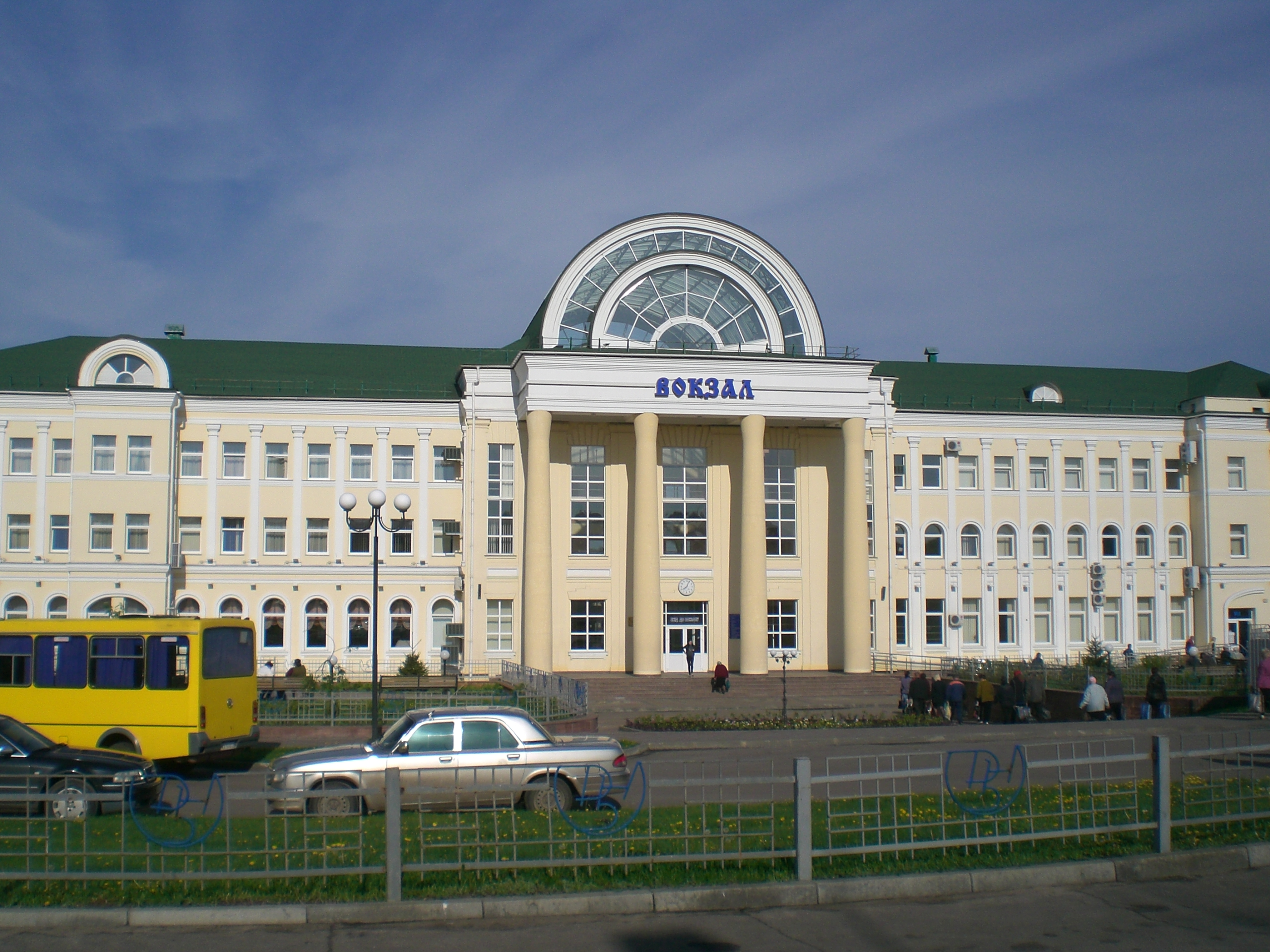
Вокзал в Куп'янськ-Вузловому

Через громаду проходять 5 залізниць: Куп'янськ - Вовчанськ, Куп'янськ - Харків, Куп'янськ - Валуйки, Куп'янськ - Сватове, Куп'янськ - Святогірськ. Харків - Луганськ. З станціями в громаді — Кооптах, Куп'янськ-Південний, Естакадний, Оскіл, Заоскілля, Олівинне, Парк Східного Прибуття, Куп'янськ-Сортувальний, Заборівка, Куп'янськ-Вузловий, 134 км, Осинове, 130 км, Прокопівка, 127 км.
Також через район проходить автошлях регіонального значення Н-26, який починається у місті Чугуїв, далі пролягає через населені пункти Шевченкове, Куп'янськ, Сватове, Старобільськ, Біловодськ та закінчується у селищі Мілове Луганської області.